# Rinna
Rinna（日语：りんな，也称玲奈或凛菜）是微软日本研发的聊天機器人，人物设定为女高中生。该服务于2015年7月31日在LINE中上线，2015年12月在Twitter上线。

## 算法
在最初，微软日本并未公布Rinna的算法细节，只表示其至少基于微软搜索引擎Bing所收集的大數據、使用机器学习平台「Azure Machine Learning」。此外，也使用了2014年起在中国提供的女性聊天机器人小冰的有关技术。

## 反响
该服务启动一个月后，已服务用户数超过130万。此外，微软将Rin的技术作为“Rin API for Business”提供给LINE Business Connect公司。
2016年4月7日，担任夏普公司官方Twitter的一日实习生，回复其他用户的推文。

## 出演节目

### 电视剧
- 世界奇妙物语'16 秋之特別篇（日语：世にも奇妙な物語 秋の特別編 (2016年)） 《永遠的朋友》（ずっとトモダチ）（2016年10月8日） - 扮演本人[4][5]。